# Ernst Herhaus
Pour les articles homonymes, voir Benedetti et Fettmilch.
Ernest Herhaus (utilisant les pseudonymes de Eugenio Benedett et Clemens Fettmilch) , né le 6 février 1932 à Ründeroth (Pays de Berg) et mort le 12 mars 2010 à Kreuzlingen en Suisse, également connu sous ses pseudonymes Eugenio Benedetti et Clemens Fettmilch, est un écrivain allemand.

## Biographie
Ernst Herhaus grandit dans le Pays de Berg. Après le lycée, il effectue un apprentissage administratif et travaille comme employé administratif dans un hôpital. En 1954, il met fin à son existence paisible (il est alors devenu dépendant à l'alcool) et entame une vie agitée qui le mène à Munich, Paris, Francfort-sur-le-Main, Vienne et Zurich. Il vit de petits boulots et suit des conférences académiques, comme celles d'Adorno et de Horkheimer. Il a toujours dans l'esprit de devenir écrivain, dans la mesure où sa dépendance à l'alcool le permet. En 1965, il s'installe à Francfort, où il travaille comme commis dans une maison d'édition.
Le premier roman de Herhaus, Die homburgische Hochzeit, reçoit des critiques majoritairement positives en raison de son style et de l'amour de l'auteur pour la narration. En 1972, Herhaus publie en collaboration avec l'éditeur Jörg Schröder, un livre  sur la scène littéraire allemande, vue du point de vue de Schröder. L'ouvrage des deux auteurs est alors l'objet de plusieurs procédures en référé. La dépendance à l'alcool de Herhaus devient à cette époque inquiétante pour sa santé, et c'est avec l'aide des alcooliques anonymes qu'il parvient s'en libérer en 1973.
Dans les années qui suivent, Herhaus traite de la libération de l'alcool dans une trilogie littéraire dans laquelle il mentionne entre autres Ernst Jünger et la religieuse anglaise Julienne de Norwich comme aides spirituelles pour surmonter sa dépendance. Après un voyage en Amérique en 1979, il rédige son dernier roman, Wolfsmantel, considéré par la critique comme une tentative ratée de roman historique. Par la suite, il vit à Fribourg-en-Brisgau et en Suisse, et ne publie que sporadiquement depuis lors.
Ernst Herhaus était membre du club PEN de la République fédérale d'Allemagne depuis 1970. En 1980, il est professeur invité à l'Université de Floride à Gainesville. En 1985, il reçoit une bourse du Fonds de littérature allemande.
Ernst Herhaus a acquis la nationalité suisse. Il est inhumé au cimetière central de Kreuzlingen.

## Ouvrages
- Die homburgische Hochzeit. Piper, Munich, 1967
- Roman eines Bürgers, Munich, 1968
- Der Dummkopf, Francfort, 1970 (sous le pseudonyme Clemens Fettmilch)
- Die Eiszeit, München 1970
- Die heilige Familie, Francfort, 1970 (sous le pseudonyme Eugenio Benedetti)
- Kinderbuch für kommende Revolutionäre, Munich, 1970
- Notizen während der Abschaffung des Denkens, Francfort, 1970
- Siegfried, avec Jörg Schröder (de), Kapitulation, Munich, 1977
- Der zerbrochene Schlaf, Munich, 1978
- Gebete in die Gottesferne, Munich, 1979
- Der Wolfsmantel, Zurich, 1983
- Phänomen Bruckner, Büchse der Pandora, Wetzlar, 1995
- Das Innere der Nacht, Kreuzlingen, 2002
- Meine Masken. Zum 70. Geburtstag des Dichters am 6. Februar 2002, Signathur, Dozwil, 2002

## Comme éditeur
- Stationen, Munich 1964 (avec Klaus Piper)

## Sur le sujet
- Wolfgang Nitz : Die Kraft am Abgrund. Über die Beziehungen zwischen dem Leben und dem Werk des Schriftstellers E. H., Darmstadt, 1987.
- Horst Zocker à propos d'Ernst Herhaus : Kapitulation. In den Mauern der Trunksucht. Dans : Der Spiegel du 26 septembre 1977.